# 피현군
피현군(枇峴郡)은 조선민주주의인민공화국 평안북도의 서부에 위치하는 군이다.

## 지리
서쪽으로 신의주시·룡천군, 남쪽으로 염주군·동림군, 동쪽으로 천마군, 북쪽으로 의주군과 인접한다.
피현은 대체로 서쪽의 평지, 중앙은 구릉이고 동쪽은 문수산맥의 낮은 산들이 놓여있다. 군의 최고봉은 문수산(736m)이다. 압록강의 지류인 삼교천이 흐른다.
연평균 기온은 8.5 °C이고 1월 평균기온은 -9.5 °C, 8월 평균기온은 23.6 °C이다. 연평균 강수량은 1,065mm이다.

## 역사
현재의 피현군의 범위는 일찍이 평안북도 의주군·룡천군 등의 일부였다.
1952년 12월 군면리 대폐합 때, 의주군의 피현면·위원면·월화면 전역과 고관면 대부분, 룡천군의 동상면 전역과 양광면 대부분 등을 합쳐 피현군이 신설되었다.(1읍 28리)

## 산업
현 면적의 57%는 산림(이중 80%가 소나무)이고 31%가 경작지이다. 주요 작물은 쌀, 옥수수, 콩, 고구마이다. 땅콩의 생산량은 평안북도에서 2위이고 양모 생산량은 3위이다. 군은 또한 홉 생산지로도 알려져있다.

## 교통
경의선(현 평의선)은 개통 당시에 염주에서 북상해 피현에 이르러, 서쪽으로 방향을 바꾸어 백마역을 거쳐 남신의주에 이르고 있었다. 1930년대에 연안부의 선로가 건설되었다. 1960년대 정식으로 본선에서 지선으로 격하되어 이 노선은 백마선으로 불리게 되었다.

## 행정 구역
1읍 2구 21리로 구성된다.
- 피현읍 (枇峴邑)
- 백마로동자구 (白馬勞動者區)
- 량책로동자구 (良策勞動者區)
- 하단리 (下端里)
- 상고리 (上古里)
- 룡운리 (龍雲里)
- 동서리 (東西里)
- 룡흥리 (龍興里)
- 북삼리 (北三里)
- 화삼리 (化三里)
- 추봉리 (趨峰里)
- 농건리 (農建里)
- 로중리 (蘆中里)
- 당후리 (堂後里)
- 정산리 (亭山里)
- 광리 (廣里)
- 룡유리 (龍遊里)
- 룡계리 (龍溪里)
- 충렬리 (忠烈里)
- 송정리 (松亭里)
- 동상리 (東上里)
- 성동리 (城東里)
- 대평리 (臺坪里)
- 삼상리 (三上里)

## 같이 보기
- 조선민주주의인민공화국의 지리
- 조선민주주의인민공화국의 행정 구역